# Eupelmus synophri
Eupelmus synophri is een vliesvleugelig insect uit de familie Eupelmidae. De wetenschappelijke naam is voor het eerst geldig gepubliceerd in 1898 door De Stefani.